# Балаш, Йоланда
Йола́нда Ба́лаш (рум. Iolanda Balaș, после замужества — Йоланда Сётер, 12 декабря 1936 года, Тимишоара, Королевство Румыния — 11 марта 2016 года, Бухарест, Румыния) — румынская легкоатлетка, первая в истории двукратная олимпийская чемпионка по прыжкам в высоту (как среди женщин, так и среди мужчин), многократная рекордсменка мира. Считается одной из лучших спортсменок в истории этого вида лёгкой атлетики.
Кроме того, что Ба́лаш — первая в истории, кто выиграл 2 олимпийских золота в прыжках в высоту (после неё это удалось только лишь немке Ульрике Мейфарт в 1972 и 1984), Йоланда единственная представительница Румынии (как среди женщин, так и мужчин), кто поднимался на олимпийский пьедестал в этом виде лёгкой атлетики.
По некоторым данным, в период с 1956 по 1967 год Балаш не знала поражений на 150 различных соревнованиях подряд.

## Биография
Йоланда родилась в Тимишоаре в смешанной семье — её отец был румыном, а мать — венгеркой. Её мать, Этель Бозо, была домохозяйкой, а её отец, Фригес, был слесарем. Её отец служил в венгерской армии, пока его не схватили и привезли в Советский Союз, а затем обратно в Венгрию, где он поселился в Будапеште. Балаш пыталась воссоединить семью и переехать в Венгрию, но, хотя ей удалось получить венгерский паспорт в 1947 году, ей не разрешили покинуть Румынию.

## 14 мировых рекордов

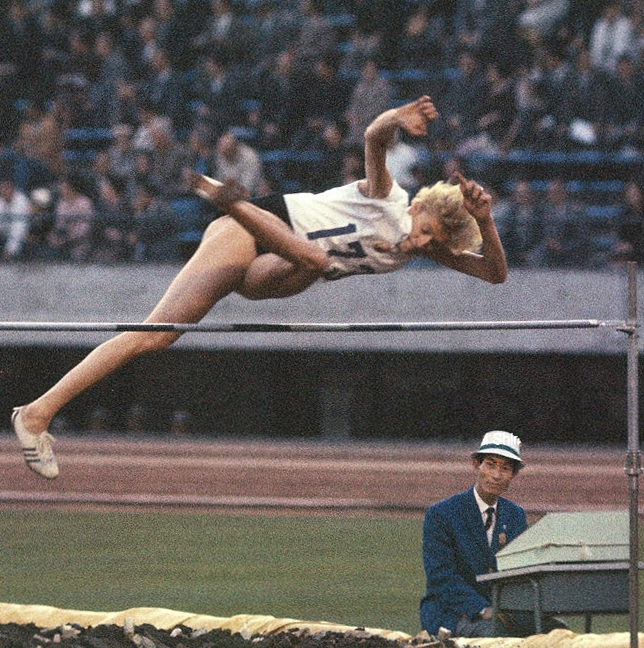
Йоланда Балаш в прыжке

Свой первый мировой рекорд Балаш установила в 19-летнем возрасте в июле 1956 года в Бухаресте — 1 м 75 см. В июне 1958 года Балаш установила планку мирового рекорда на высоте 1 м 78 см и за последующие 3 года она ещё 11 раз устанавливала мировые рекорды. В июле 1961 года в Софии Балаш установила свой последний мировой рекорд — 1 м 91 см. Это достижение продержалось более 10 лет и было превышено на 1 см только в сентябре 1971 года австрийкой Илоной Гузенбауэр, которая прыгала способом «перекидной».
Всего же на счету Йоланды в 1956—61 годах было 14 мировых рекордов. Никто из прыгунов в высоту, кроме Балаш, не сумел установить более 7 мировых рекордов: у мужчин лучшее достижение на счету Валерия Брумеля (6 рекордов), у женщин — Розмари Аккерман (7 рекордов).
Йоланда Балаш прыгала устаревшим способом «ножницы», разработанной ей самой разновидностью. На Олимпийских играх 1960 года с результатом 185 см она обошла ближайшую соперницу на 14 см.
Интересно, что Балаш за 5 лет подняла планку мирового рекорда на 16 см. После её последнего достижения за последующие 60 лет мировой рекорд был увеличен лишь на 18 см.

## После окончания карьеры
После соревнований в 1967 году Балаш вышла замуж за своего бывшего тренера Иоана Сотера и стала преподавать физкультуру в Бухаресте.
В 1988—2005 годах была президентом Федерации лёгкой атлетики Румынии.
В 1999 году Балаш была включена ИААФ в список номинантов на звание лучшей легкоатлетки XX века. Победа в итоге досталась голландке Фанни Бланкерс-Кун.

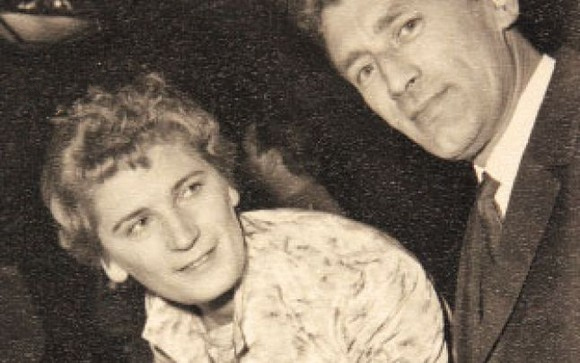
Йоланда Белаш со своим мужем Иоаном Сотером

## Смерть
У Балаш был диагностирован диабет II типа за несколько лет до смерти и после этого она была госпитализирована несколько раз. Она умерла от осложнений желудка в больнице Элиаса в Бухаресте, Румыния, в возрасте 79 лет. Она похоронена на кладбище Генча в Бухаресте.

## Награды
- Великий офицер ордена Звезды Румынии (2016 год, посмертно)[13].
- Орден «За спортивные заслуги» I степени (2004 год)[14].